# Joaquín Chapaprieta Torregrosa

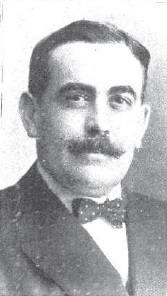
Joaquín Chapaprieta Torregrosa

Joaquín Chapaprieta y Torregrosa (* 26. Oktober 1871 in Torrevieja; † 15. Oktober 1951 in Madrid) war ein spanischer Politiker und Ministerpräsident Spaniens (Presidente del Gobierno).

## Biografie

### Studium und berufliche Laufbahn
Der Sohn eines aus Genua stammenden Holzhändlers und Schiffseigners, der wesentlich zum wirtschaftlichen Aufschwung von Torrevieja und Alicante beitrug, erwarb seine Hochschulzugangsberechtigung (Bachillerato) am Seminar von Orihuela. Anschließend absolvierte er ein Studium der Rechtswissenschaften an den Universitäten von Madrid und Bologna.
Später war er neben den Ministern Joaquín López Puigcerver und Santiago Alba Bonifaz Verfasser von anerkannten Werken zu Verwaltungsstreitverfahren sowie zum Finanzrecht.
Darüber hinaus war er in führenden Positionen der Verwaltung tätig. 1903 erfolgte seine Ernennung zum Generaldirektor der Vermögensverwaltung (Director General de Propiedades) sowie später zum Generaldirektor der Staatsverwaltung (Director General de Administración). 1915 wurde er schließlich Unterstaatssekretär im Ministerium für Gnadengesuche und Justiz. Zwischen 1916 und 1917 war er Unterstaatssekretär im Schatzministerium.

### Abgeordneter, Senator und Minister
Seine politische Laufbahn begann er 1898 mit der Wahl zum Abgeordneten des Parlaments der Provinz Alicante. Allerdings wurde er am 19. Mai 1901 dann als Vertreter der von Práxedes Mateo Sagasta gegründeten Liberalen Partei (Partido Liberal) zum Abgeordneten des Deputiertenkongresses (Congreso de los Diputados) gewählt, wo er mit einigen Unterbrechungen bis zum 24. Februar 1918 zunächst die Interessen von Murcia und dann später von Granada und A Coruña vertrat.
Anschließend wurde er bei der Wahl vom 10. März 1918 zum Senator gewählt, wo er bis September 1927 zunächst die Interessen der Provinz Valladolid und danach der Provinz A Coruña vertrat. Als Senator gehörte er zu den maßgeblichen Führern der gemäßigten Linken.
Am 7. Dezember 1922 wurde er von Manuel García Prieto als Minister für Arbeit, Handel und Industrie (Ministro de Trabajo, Comercio e Industria) erstmals in eine Regierung berufen, der er dann bis zum 3. September 1923 angehörte.

### Aufstieg zum Ministerpräsidenten während der Zweiten Republik
Zweieinhalb Jahre nach Ausrufung der Zweiten Spanischen Republik wurde er am 19. November 1933 wieder zum Abgeordneten des Deputiertenkongresses gewählt, dem er als Vertreter des Wahlkreises Alicante bis zum Beginn des Spanischen Bürgerkrieges im Juli 1936 angehörte. Bei der Wahl vom 16. Februar 1936 war er als Kandidat der Partido Republicano Independiente de Alicante angetreten.
Als Schatzminister (Ministro de Hacienda) gehörte er während dieser Zeit vom 6. Mai bis zum 25. September 1935 dem dritten Kabinett von Alejandro Lerroux an.
Anschließend wurde er als dessen Nachfolger selbst Ministerpräsident Spaniens (Presidente del Gobierno) und bildete eine bis zum 14. Dezember 1935 amtierende Regierung, in der er auch wieder das Amt des Schatzministers übernahm. Als Ministerpräsident erhielt er im Wesentlichen die Unterstützung der Konföderation der Autonomen Rechten (Confederación Española de Derechas Autónomas) und der Vertreter der Landwirte.
Das Amt des Schatzminister behielt er darüber hinaus zunächst auch im Kabinett seines Nachfolgers Manuel Portela Valladares bis zum 31. Dezember 1935.
Mit Beginn des Spanischen Bürgerkrieges zog er sich aus dem politischen Leben zurück und ging später ins Exil nach Frankreich.

### Veröffentlichungen
- "Voto particular y discurso pronunciado por D. Joaquín Chapaprieta sobre la totalidad del Presupuesto para 1920–1921", Madrid 1920 (Persönliche Worte und Reden zu den Haushaltsberatungen 1920 bis 1921)
- "Proyecto de Ley sobre Fomento de la Edificación", Madrid 1923 (Der Entwurf des Gesetzes zur Förderung des Bauwesens)
- "Proyecto de Ley de Oficinas de colocación y seguro contra el paro forzoso y Proyecto de Ley para estimular la creación de Cotos Sociales de Previsión", Madrid 1924 (Der Entwurf des Gesetzes zu den Ämtern für Geldanlagen und der Versicherungen gegen zwangsweise Arbeitslosigkeit sowie der Entwurf des Gesetzes zur Anregung sozialer Vorsorge)
- "Proyecto de Ley del régimen de la tierra", Madrid 1924 (Der Entwurf des Gesetzes zur Grundstücksverwaltung)
- La paz fue posible. "Memorias de un político", Barcelona 1972 (Posthum), (Der Frieden war möglich. Erinnerungen eines Politikers), ISBN 978-84-344-2432-6.